# AD Vilanculo
Der Associção Desportiva de Vilankulo, auch unter dem Namen AD Vilankulo bekannt, ist ein mosambikanischer Fußballverein aus Vilankulo, der seit 2015 in der höchsten Liga des Landes, der Moçambola, spielt.

## Geschichte
Der Verein wurde 2014 als Grupo Desportivo da Empresa Nacional de Hidrocarbonetos Futebol Clube gegründet. 2021 erfolgte die Umbenennung in Associação Desportivo de Vilankulo.

## Stadion
Der Verein trägt seine Heimspiele im Estádio Municipal de Vilankulo in Vilankulo aus. Das Stadion hat ein Fassungsvermögen von 5000 Personen.

## Saisonplatzierungen
| Saison            | Liga              | Liga              | Liga              | Liga              | Liga              | Liga              | Liga              | Liga              | Liga              |
| Saison            | Liga              | Level             | Spiele            | S                 | U                 | N                 | Tore              | Punkte            | Position          |
| ENH de Vilankulos | ENH de Vilankulos | ENH de Vilankulos | ENH de Vilankulos | ENH de Vilankulos | ENH de Vilankulos | ENH de Vilankulos | ENH de Vilankulos | ENH de Vilankulos | ENH de Vilankulos |
| ----------------- | ----------------- | ----------------- | ----------------- | ----------------- | ----------------- | ----------------- | ----------------- | ----------------- | ----------------- |
| 2015              | Moçambola         | 1                 | 26                | 9                 | 7                 | 10                | 23:27             | 34                | 10.               |
| 2016              | Moçambola         | 1                 | 30                | 9                 | 10                | 11                | 22:28             | 37                | 11.               |
| 2017              | Moçambola         | 1                 | 30                | 9                 | 13                | 8                 | 27:25             | 40                | 9.                |
| 2018              | Moçambola         | 1                 | 30                | 10                | 8                 | 12                | 21:26             | 38                | 11.               |
| 2019              | Moçambola         | 1                 | 30                | 10                | 11                | 9                 | 29:30             | 41                | 6.                |
| 2020              | Moçambola         | 1                 |                   |                   |                   |                   |                   |                   |                   |
| AD Vilanculo      |                   |                   |                   |                   |                   |                   |                   |                   |                   |
| 2021              | Moçambola         | 1                 | 26                | 10                | 8                 | 8                 | 32:27             | 41                | 6.                |
| 2022              | Moçambola         | 1                 | 22                | 7                 | 5                 | 10                | 21:30             | 26                | 8.                |
| 2023              | Moçambola         | 1                 | 22                | 7                 | 7                 | 8                 | 14:17             | 28                | 9.                |
| 2024              | Moçambola         | 1                 | 22                | 6                 | 7                 | 9                 | 21:29             | 25                | 7.                |
| 2025              | Moçambola         | 1                 | Moçambola         |                   |                   |                   |                   |                   |                   |

| Keine Austragung wegen der COVID-19-Pandemie |

## Trainerchronik
Stand: Dezember 2021
| Trainer        | Nation   | von          | bis               |
| -------------- | -------- | ------------ | ----------------- |
| Sérgio Traguil | Portugal | 2. März 2020 | 31. Dezember 2020 |
| Victor Mayamba | Mosambik | 1. Juli 2020 |                   |